# Ouarizane
Ouarizane là một đô thị thuộc tỉnh Relizane, Algérie. Dân số thời điểm năm 2002 là 18.087 người.